# Brevitibius obtusus
Brevitibius obtusus är en mångfotingart som beskrevs av Kraus 1958. Brevitibius obtusus ingår i släktet Brevitibius och familjen Spirostreptidae. Inga underarter finns listade i Catalogue of Life.